# Ti amo (album Umberto Tozzi)
Ti amo è un album raccolta del cantante italiano Umberto Tozzi, pubblicato nel 1977 che raccoglie i brani più rappresentativi dei suoi primi tre album (Donna amante mia del 1976, È nell'aria...ti amo del 1977 e Tu del 1978).

## Tracce
1. Donna amante mia
2. Io camminerò
3. Mi manca
4. Tu sei di me
5. Love
6. Dimentica dimentica
7. Perdendo Anna
8. Ti amo
9. Signora America
10. Se tu mi aiuterai
11. Zingaro
12. Tu
13. Hey sole
14. Tu domani